# آرمنیاک (نوشیدنی)

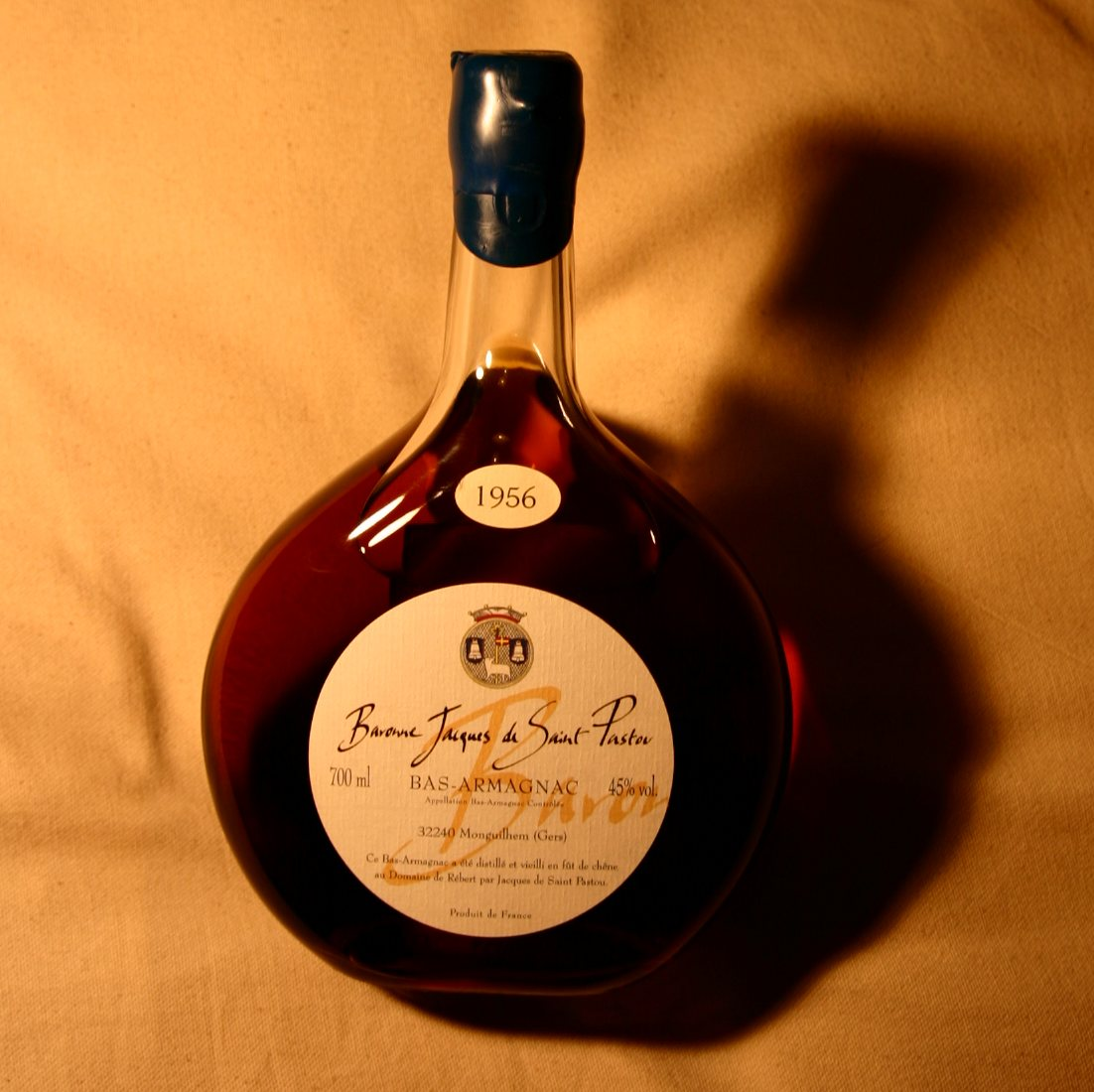
یک شیشه آرمانیاک سال ۱۹۵۶.

آرمنیاک (به فرانسوی: Armagnac) نام گونه‌ای براندی است که در استان آرمانیاک در کشور فرانسه فرآوری می‌شود و به نام همین منطقه هم خوانده می‌شود. این نوشیدنی الکلی می‌بایست دربرگیرنده مخلوطی از انگورهای اونی بلان، فول بلانش یا کولومبار باشد.